# 沪昆既有线动车组列车
沪昆既有线动车组列车或沪昆线普通动车组列车，是指曾运行在沪昆铁路株洲至上海南区间（实际最远处为位于京广线上的长沙）、使用时速200千米的和谐号运营的动车组列车，由于运行区间大部分位于原浙赣铁路上，所以通常被称做浙赣动车组列车。沪昆既有线动车组列车作为中國鐵路第六次大提速后新增的提速既有线动车组列车的一部分于2007年4月18日最初开行，2014年12月10日杭长高铁开通时全部停运。至停运前共有12对正班动车组列车，分别由由上海铁路局、南昌铁路局担当。
而在贵广客运专线开通初期，大部分列车从经由沪昆铁路运行至龙里北进入贵广客运专线，但通常不被认为是沪昆既有线动车组列车。而2019年开行、利用沪昆既有线运行的上海南-开化D字头列车则使用最高时速160千米的CR200J担当。

## 简介

### 沪杭区间

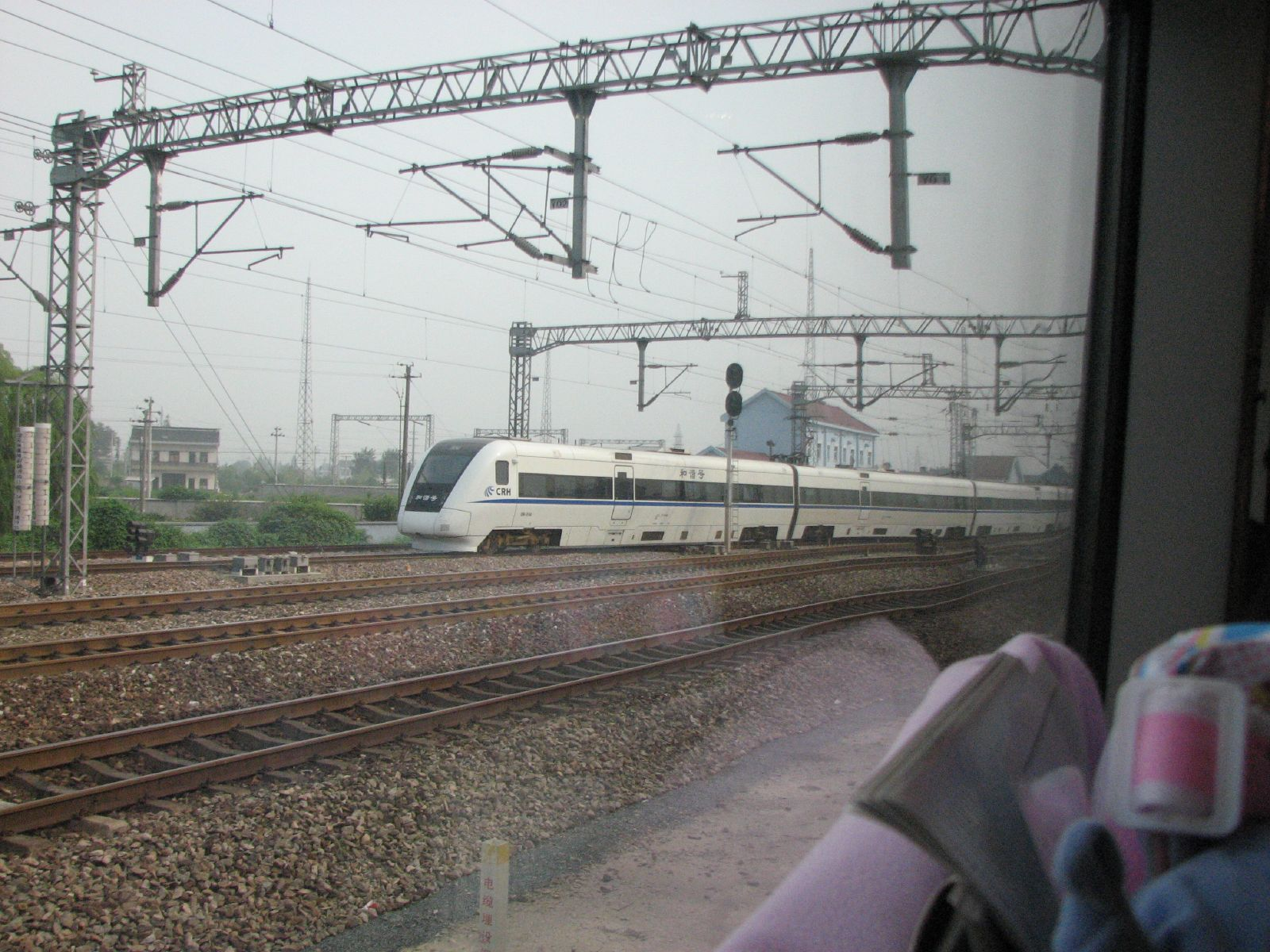
D654次列车出海宁站（2007年）

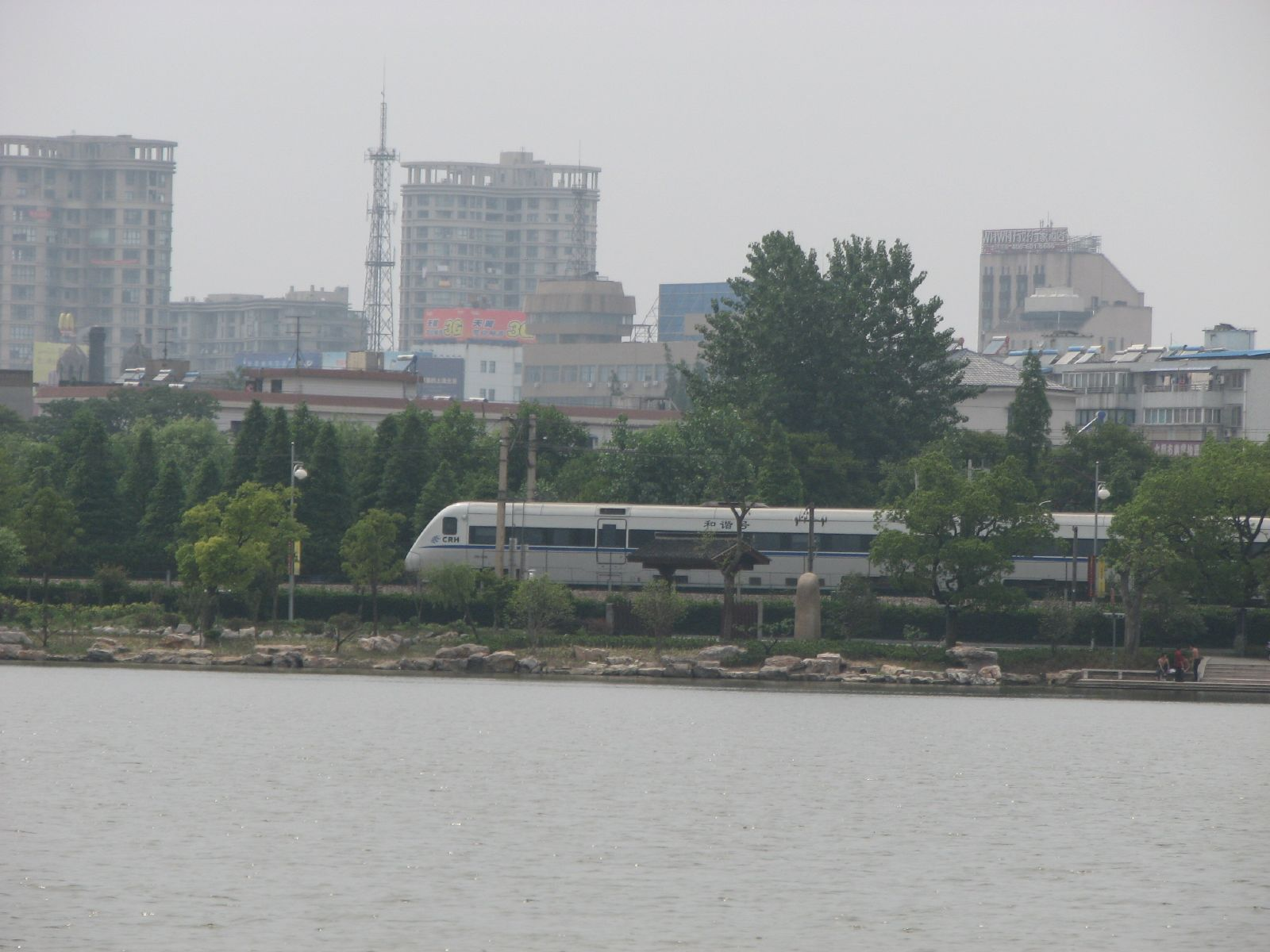
既有线动车于嘉兴南湖（2009年）

2007年4月18日开行上海南至杭州间开行3对动车组列车，分别为D653/D658、D663/D668、D673/D678次，由和谐号CRH2型电力动车组担当。2007年6月15日起，增开5对列车，车次分别为D651/D656、D659/664、D669/D674、D677/D682、D681/D672次，由和谐号CRH1型电力动车组担当。2007年7月1日起，停运上海南至杭州的D651/656、D659/664、D669/674、D677/682、D673/676次，增开杭州至上海南D654/D657，D660/D667次、D670/D675次、D680/D683次。9月9日起重联运行。
2008年2月29日，开行杭州至上海D652/651次列车。至此，沪杭间既有动车组已经增加到8对，其中包括从杭州至上海南7对，以及杭州至上海1对。
2009年3月6日，增开上海南至杭州3.5对列车，车次D673/D676次、D655/D656次、D669次。2009年9月28日，杭州至上海D5652次0.5对上海南终到。
2009年4月1日改车次，所有管内列车在车次前加“5”；同时新增开D5687/5688次，其中D5688次终到上海站；此外，D5653次、D5669/D5674次、D5673次和D5656次改上海站到发。
2010年10月26日沪杭高速铁路开通后，沪杭间30多趟动车组仅保留过路动车组并改经高速线进上海虹桥站，沪杭既有线的相互始发动车10.5对取消。

### 浙赣区间

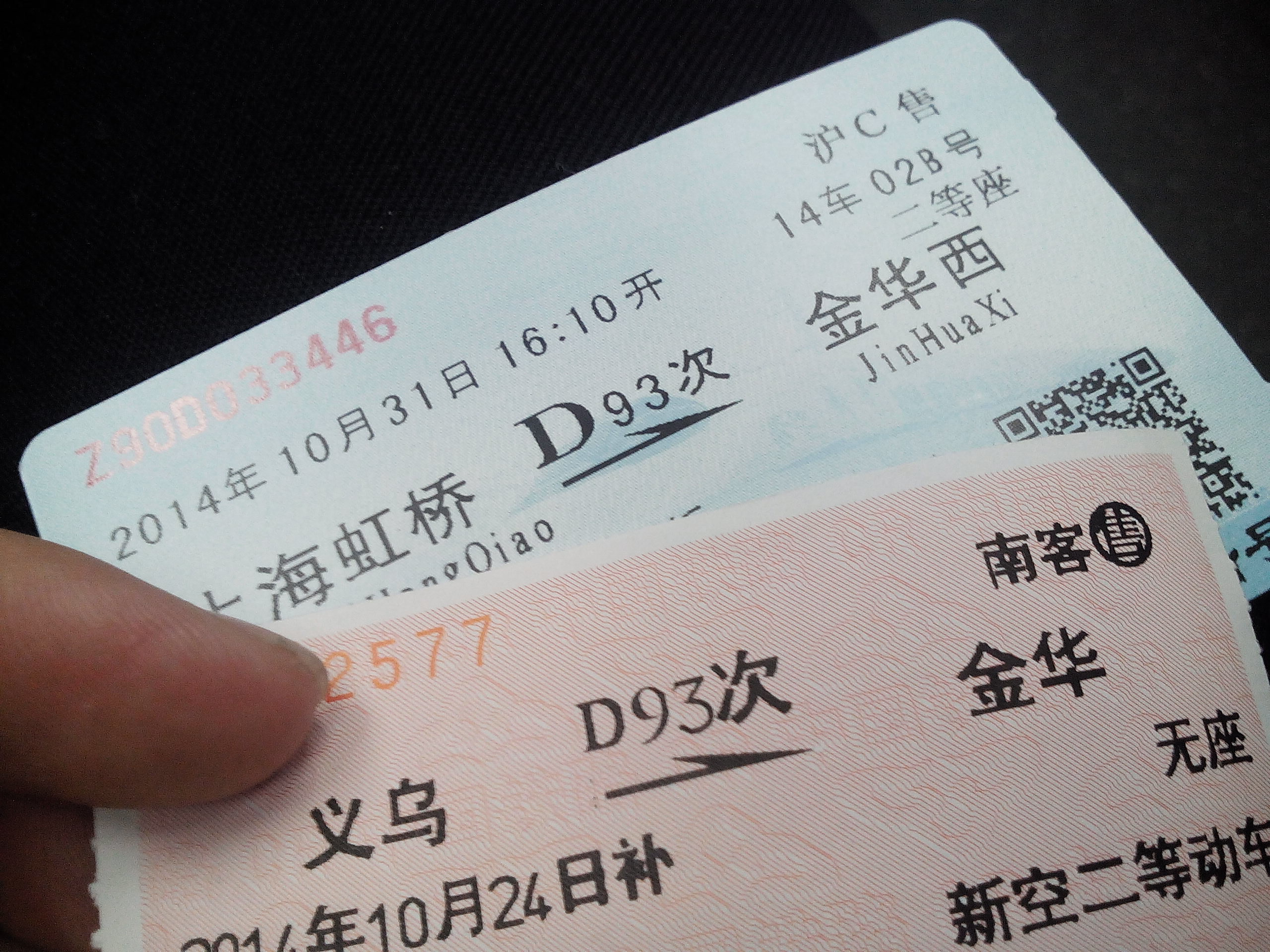
两张D93次列车的车票，其中一张是车补票，此时处于金华站的更名过渡期，因此同时会出现两种站名

2007年4月2日开始，铁道部开始按照第六次提速所使用的新运行图，组织时速200公里及以上动车组在沪昆线上进行模拟运行检查，为提速做好准备。4月18日，沪昆线开行上海南-南昌D92/93次、杭州-南昌D96/95次、上海南-长沙D109/12、D107/6次、南昌-长沙D205/208、D207/206次共计四对动车组，以及管内上海南-杭州3对。动车开行后，为方便沿线居民，6月7日开始又逐渐增加停站:60，但总运行时间不变。7月1日开始，上海铁路局又在东沪昆开行的管内跨线动车组列车如上海南至金华西的D665/678次等。2009年4月1日，管内开行的动车组列车车次由原先的D6xx变为D5xxx以避免和新开行的动车组列车车次产生冲突。
2010年10月26日，沪杭高铁开通，同时既有线部分中短途列车的停运为原先各种车型混跑导致运力紧张的沪昆铁路沪杭段的压力得以释放，也为浙赣段的动车组列车增开创造了有利的客流条件：原上海南始发的动车组沪杭区间改经沪昆高速铁路运行同时改由上海虹桥始发终到，同时开行南昌-上海虹桥D94/D91次、D97/D98次2对、上海虹桥-义乌D5653/5654次1对、上海虹桥-金华西D5661/D5662次1对、上海虹桥-江山-杭州D5681/D5692次各0.5对；取消沪杭互发动车组列车，沪昆铁路沪杭段不再行驶动车组列车；另外原有开行的部分动车组的车次和运行区间进行了调整。
2011年8月28日起，受到温州动车事故后铁路大范围降速的影响，经既有线沪昆等铁路运行的动车组列车的运行速度将由200千米下调至160千米，票价也相应下浮。在日后的多次调图中，均会增开沪昆线上的动车组列车，同时部分车次、运行区间及停站也会轻微地调整；在春运期间，还会加开临时动车组列车。
2014年9月16日杭长高铁南昌西至长沙南区间开通，南昌-长沙D205/208、D207/206次因区间重复而停运；12月14日杭长高铁全线通车，原先在沪昆铁路上开行的12对正班动车组列车全部停运以释放运能，原先的车底移至新开行的动车组列车；而南昌至萍乡间沿沪昆铁路运行的D6397/8次列车在杭长高铁开通后则会在节假日以高峰线的形式开行，但也于2016年1月的调图中取消。

### 直通跨线列车
沪昆铁路沪杭区间亦有开行跨线动车组列车，主要为京沪铁路方向。2007年12月1日，南京—杭州D471/462次开行。2009年4月车次更改为D5471/5472次。D5471/D5472次列车于2010年10月26日沪杭高速铁路开通后停运。2008年8月1日，原苏州—上海D475次经沪昆铁路延伸至杭州站，2009年4月车次更改为D5475次，同年9月28日缩短回苏州—上海。2008年12月21日，北京至杭州开行了卧铺动车组列车，车次D309/D310次。2011年京沪高速铁路通车，动卧列车全部取消。
2009年9月28日萧甬铁路电气化工程和甬台温铁路、温福铁路通车，开行沪昆铁路沪杭段跨线至宁波、温州南、福州的动车组列车：上海南至福州4对、上海南至温州南4对、上海南至宁波2对。2010年2月5日开行北京南—福州D371/372次动卧列车，当年4月因客流低下而停运。2010年3月11日，新开行南京—温州南D5589/5590次列车，2011年7月运行区段调整为南京—苍南。

## 上海铁路局开行

### 上海虹桥-长沙-南昌列车

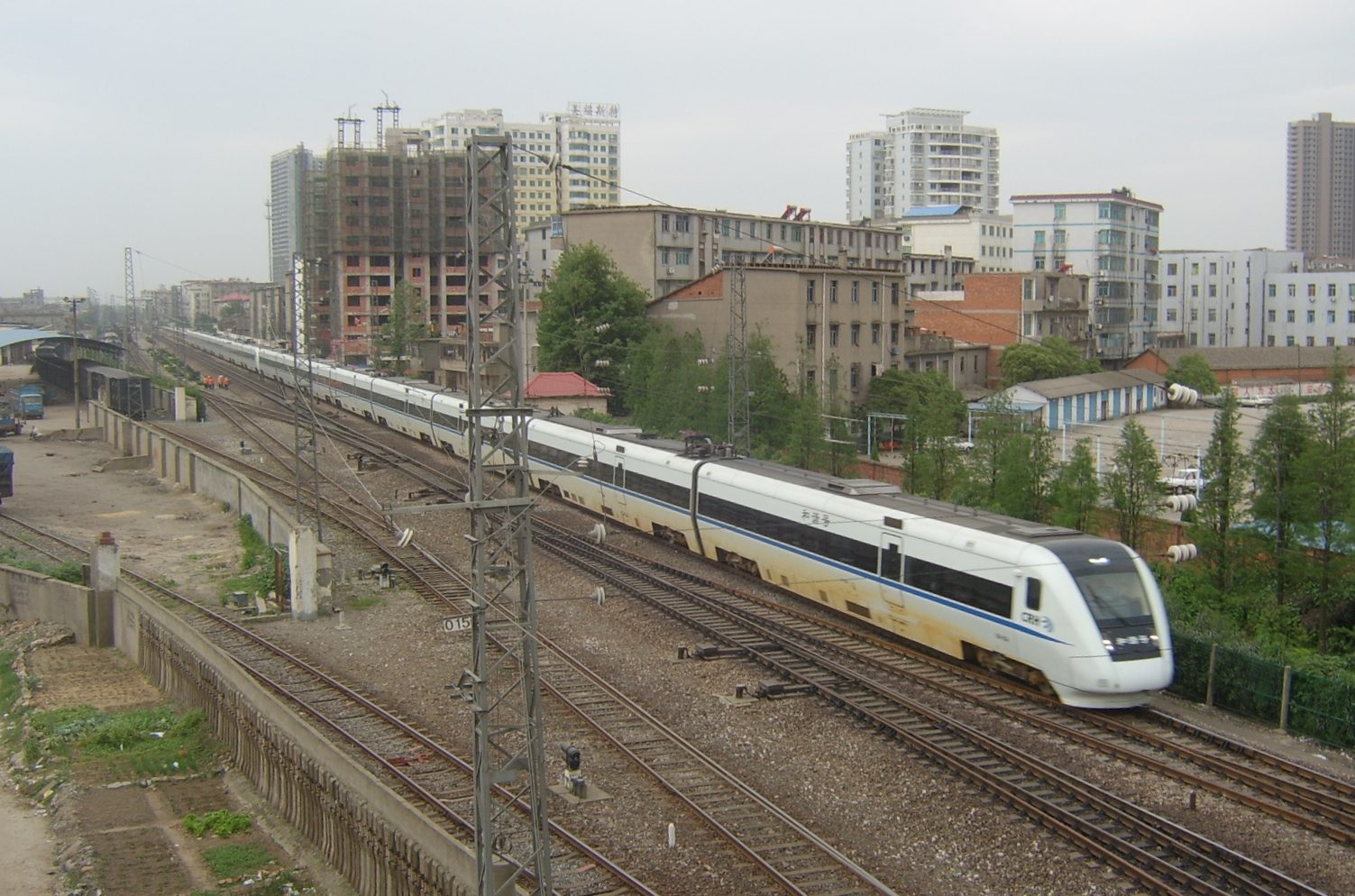
D206次通过莲塘站

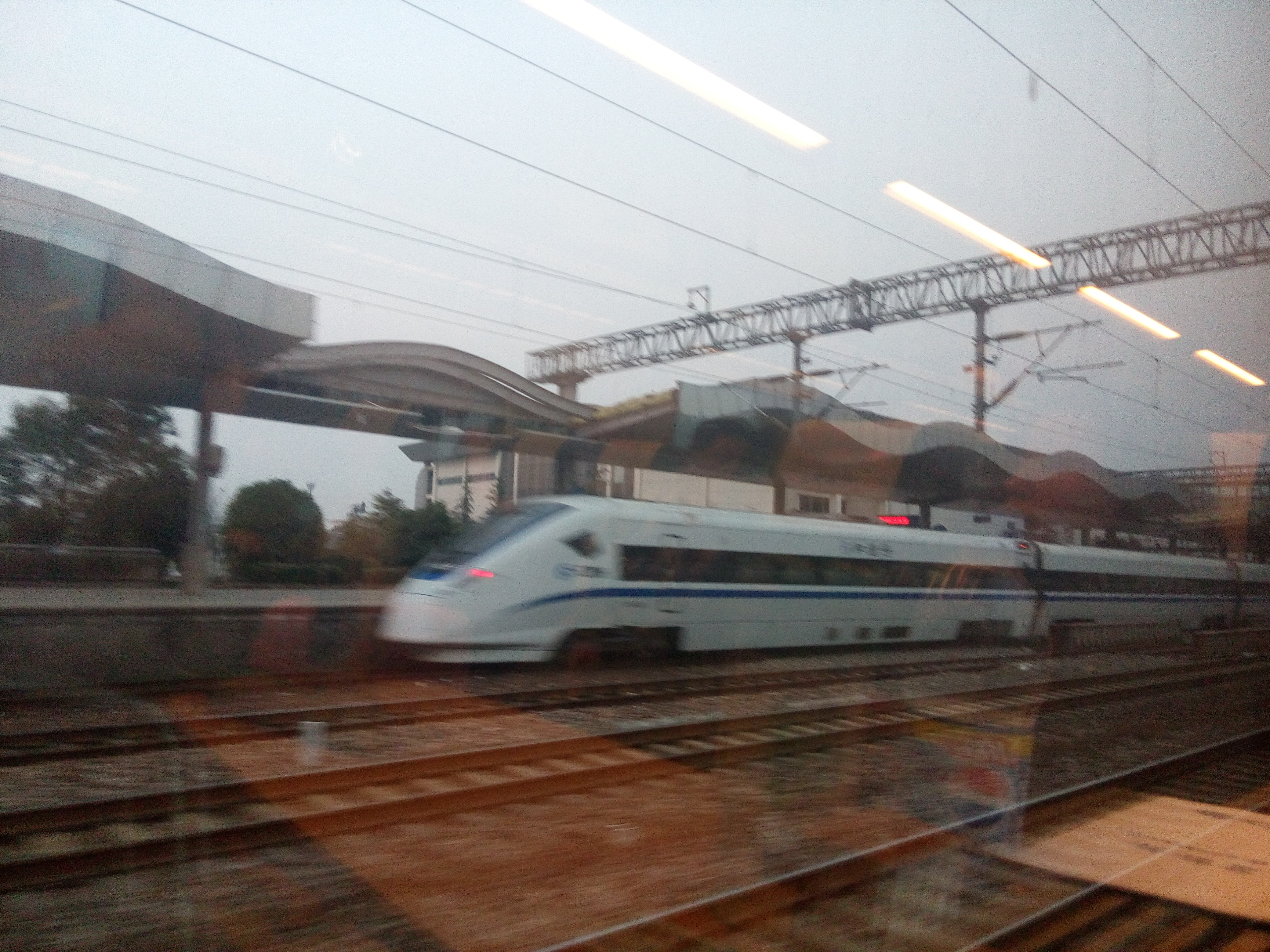
D106次列车曾使用CRH1E担当

上海开往长沙的动车组列车最初于2007年4月18日第六次大提速之时开行，运行区间为上海南和长沙车次为D109/12、D107/6次。车底在担任至长沙的列车前需套跑上海南至义乌的D685/D686次列车，折返回上海南后开行D109/112次列车。列车于15：50分从上海南开车、长沙23∶21到，中途不停站；车底于次日开行长沙～武昌D150/D149次。D107/6次长沙14∶28开，上海南22∶22到，中途停靠株洲、鹰潭、上饶、衢州、诸暨，车底套跑顺序为出库→上海南→D685至义乌→D686至上海南→D109/112次至长沙→D150至武昌→D149至长沙→D107/106至上海南→入库。2007年6月8日起，D109/112次增加杭州东、金华西两个停站，107/106次增加新余停站，之后也陆续增加沿线停站，同期开行的还有D101/104、D103/102次，但开行不久即停运；
2009年4月1日起，D107/106次列车和武昌-长沙D150次拉通运行，车次为D107/106次列车，因此套跑顺序变为出库→D5685至义乌→D5686至上海南→D105至长沙→次日开D150至武昌→D107/106次至上海南→回库。2010年10月26日，沪杭高铁开通，因此列车沪杭段经由沪昆高铁运行并改为上海虹桥站到发。2011年1月11日起，武昌～上海虹桥D107/106次改为长沙～上海虹桥间开行，上海虹桥～长沙D109/112次改为D105/108次，该车次因此变为D105/108、D107/106次列车直至停运；同时，使用该车底套跑长沙至南昌D115/8、D207/206次列车，套跑顺序变为出库→D105/108次至长沙→D115/118次至南昌→次日开D207/206次至长沙→D107/106次列车。之后维持该车次和运行图不变直至2014年9月16日D115/8、D207/206次列车因杭长客专长沙南南昌西区间开通而停运，转至长沙过夜。12月10日杭长客专南昌西杭州东路段开通，D105/108、D107/106次列车停运，转而由沪长高速动车组列车担当该区间客流运输任务。
D105/108、D107/106次列车在开通初期由重联CRH1A担当，后期由于CRH1A陆续被调离上海铁路局转而由长编组列车CRH1B担当，全车定员1299人。
| 车厢号              | 1        | 2        | 3        | 4        | 5        | 6        | 7        | 8        | 9    | 10       | 11       | 12       | 13       | 14       | 15       | 16       |
| 车型                | 二等座车 | 二等座车 | 二等座车 | 二等座车 | 二等座车 | 二等座车 | 二等座车 | 二等座车 | 餐車 | 二等座车 | 二等座车 | 二等座车 | 二等座车 | 一等座车 | 一等座车 | 一等座车 |
| 定員 （1041～1060） | 79       | 92       | 92       | 92       | 92       | 92       | 92       | 92       |      | 92       | 92       | 92       | 92       | 72       | 72       | 64       |

### 上海虹桥-南昌D97/98次列车

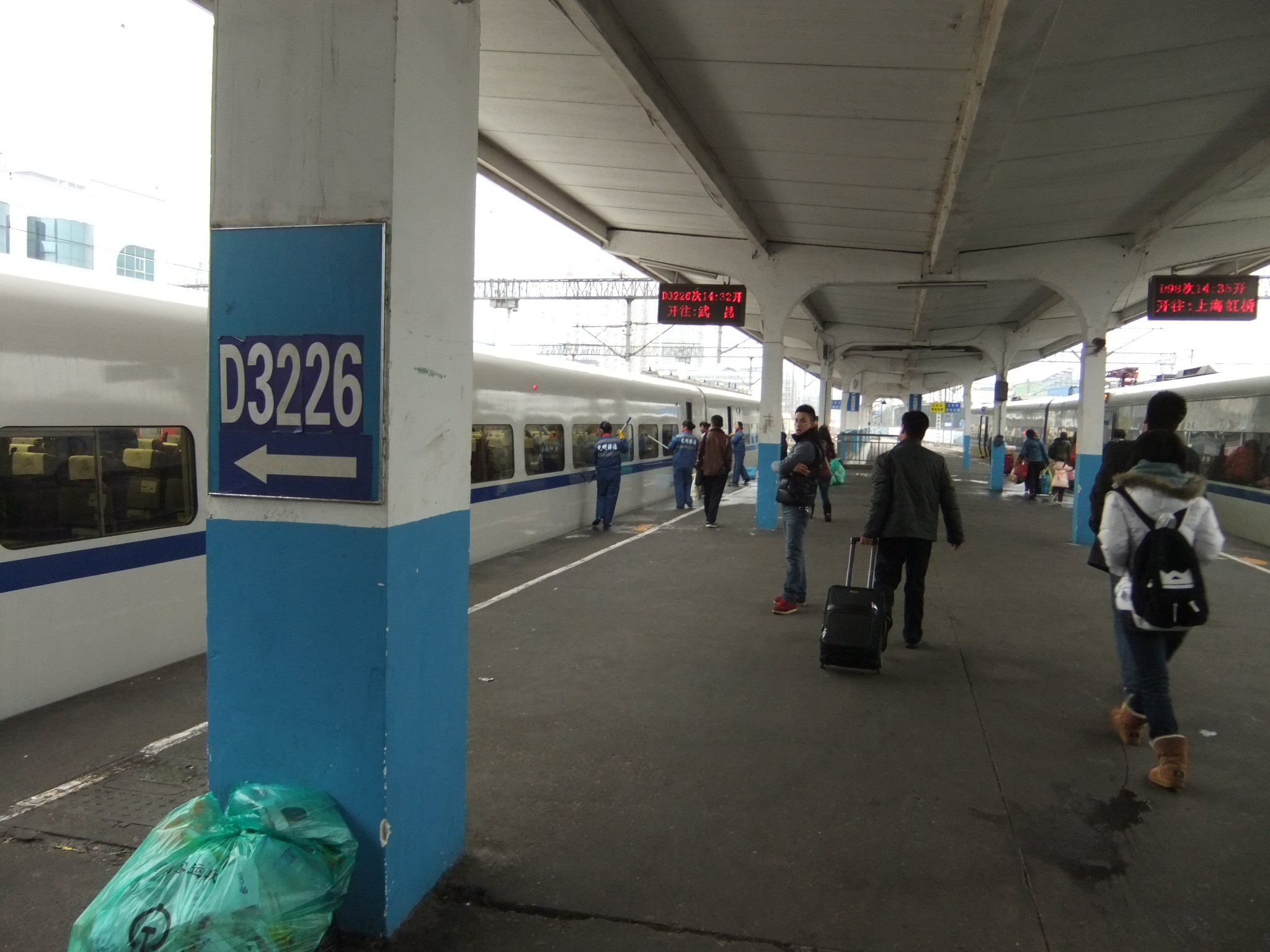
D98次列车（右侧）在南昌站待发

上海虹桥到南昌的D97/98次列车于2010年10月26日开行，由于沪杭高铁的开通，所有原先在沪昆铁路沪杭段运行的动车组列车都转移到沪杭高铁运行，因此也为开行动车组创造了条件。车底交路为出库→D97至南昌→D98至上海虹桥→回库，使用CRH1B担当，定员1299人。
| 车厢号              | 1        | 2        | 3        | 4        | 5        | 6        | 7        | 8        | 9    | 10       | 11       | 12       | 13       | 14       | 15       | 16       |
| 车型                | 二等座车 | 二等座车 | 二等座车 | 二等座车 | 二等座车 | 二等座车 | 二等座车 | 二等座车 | 餐車 | 二等座车 | 二等座车 | 二等座车 | 二等座车 | 一等座车 | 一等座车 | 一等座车 |
| 定員 （1041～1060） | 79       | 92       | 92       | 92       | 92       | 92       | 92       | 92       |      | 92       | 92       | 92       | 92       | 72       | 72       | 64       |

### 管内列车
上海铁路局在沪昆铁路管内（上海—江山）大量开行管内动车组列车，在开通初期因条件限制最北端只能至上海南始发终到。上海虹桥站和沪杭高铁开通后，北上的列车可经由虹桥高速场进入京沪高速铁路、或经由虹桥综合场进入沪宁城际高速铁路虹安联络线而免于换向，因此拉通了一些在上海“断头”的管内动车组列车。同时由于管内车底调配更灵活，因此车底交路非常复杂并经常更改车型。在沪昆既有线动车组列车后期，所有管内动车组都经由沪昆铁路杭州绕行线进入杭州站而不是杭州东站。

#### 管内跨线列车
| 车次        | 始发站 | 终到站 | 交路 图片                                           | 车型  | 客运段 | 历史                        | 历史 | 历史 |
| 车次        | 始发站 | 终到站 | 交路 图片                                           | 车型  | 客运段 | 时间段                      | 变更 |      |
| ----------- | ------ | ------ | --------------------------------------------------- | ----- | ------ | --------------------------- | --- | ---- |
| D5677次列车 | 合肥   | 江山   | D5677至江山→D5692至南京→次日D5661至金华→D5678至合肥 | CRH2B | 合肥   | 2007年4月18日至2011年7月1日 | 开行合肥至上海D477次和D492次 2009年4月1日D477次、D492次改为D5477次、D5492次 2010年7月1日改为上海虹桥站到发 |      |
| D5692次列车 | 江山   | 南京   | D5677至江山→D5692至南京→次日D5661至金华→D5678至合肥 | CRH2B | 合肥   | 2010年10月26日              | 开行上海虹桥至江山D5681次 上海虹桥至金华西D5661/5662次1对 江山至杭州D5692次0.5对 |      |
| D5661次列车 | 南京   | 金华   | D5677至江山→D5692至南京→次日D5661至金华→D5678至合肥 | CRH2B | 合肥   | 2011年7月1日                | 合肥站至上海虹桥站D5477次0.5对，上海虹桥至江山D5681次0.5对贯通运行，车次仍为D5477次 D5661/5662次延伸到南京南到发，沪宁段经由京沪高速铁路运行 |      |
| D5678次列车 | 金华   | 合肥   | D5677至江山→D5692至南京→次日D5661至金华→D5678至合肥 | CRH2B | 合肥   | 2011年8月23日-停运          | 金华西至上海虹桥D5662次0.5对与上海虹桥至合肥D5492/3次0.5对贯通运行，车次改为D5678/9/8次 2012年3月20日起沪宁区间改回沪宁城际高速铁路运行，D5692、D5661改为南京到发，沪宁区间停车站也相应变动 2017年12月起，D5692次车次用于开化至衢州的动车组列车（2019年停运） |      |

#### 沪杭始发的管内动车组列车
| 车次        | 始发站   | 终到站   | 交路 图片                                                                        | 车型  | 客运段 | 历史                        | 历史 | 历史 |
| 车次        | 始发站   | 终到站   | 交路 图片                                                                        | 车型  | 客运段 | 时间段                      | 变更 |      |
| ----------- | -------- | -------- | -------------------------------------------------------------------------------- | ----- | ------ | --------------------------- | --- | ---- |
| D5651次列车 | 上海虹桥 | 义乌     | 上海虹桥开D5651至义乌→D5652至上海虹桥→D3119至厦门北→次日D3120至上海虹桥          | CRH1B | 上海   | 2007年4月18日至2007年4月1日 | 开行上海南至义乌D685、D686次 2009年4月1日D685次、D686次改为D5685次、D5686次 |      |
| D5652次列车 | 义乌     | 上海虹桥 | 上海虹桥开D5651至义乌→D5652至上海虹桥→D3119至厦门北→次日D3120至上海虹桥          | CRH1B | 上海   | 2007年4月18日至2007年4月1日 | 开行上海南至义乌D685、D686次 2009年4月1日D685次、D686次改为D5685次、D5686次 |      |
| D5653次列车 | 上海虹桥 | 义乌     | 虹桥动车所开动检至杭州→开D5691至江山→D5682至上海虹桥→D5653至义乌→D5654至上海虹桥 | CRH1B | 杭州   | 2009年4月2日及以后          | 2010年10月26日列车改为上海虹桥站到发，车次改为D5651/5652次，同时加开D5653/5654次列车 2014年12月10日，列车停运；2015年11月，车次D5651、5652、5653、5654用于合肥至安庆的合安动车组列车。                                                                          |      |
| D5654次列车 | 义乌     | 上海虹桥 | 虹桥动车所开动检至杭州→开D5691至江山→D5682至上海虹桥→D5653至义乌→D5654至上海虹桥 | CRH1B | 杭州   | 2009年4月2日及以后          | 2010年10月26日列车改为上海虹桥站到发，车次改为D5651/5652次，同时加开D5653/5654次列车 2014年12月10日，列车停运；2015年11月，车次D5651、5652、5653、5654用于合肥至安庆的合安动车组列车。                                                                          |      |
|             |          |          | 虹桥动车所开动检至杭州→开D5691至江山→D5682至上海虹桥→D5653至义乌→D5654至上海虹桥 | CRH1B | 杭州   |                             | |      |
| D5691次列车 | 杭州     | 江山     | 虹桥动车所开动检至杭州→开D5691至江山→D5682至上海虹桥→D5653至义乌→D5654至上海虹桥 | CRH1B | 杭州   | 2007年4月18日-2009年3月     | D671/674次列车于2009年3月6日开行，运行杭州至衢州区间。 |      |
| D5682次列车 | 江山     | 上海虹桥 | 虹桥动车所开动检至杭州→开D5691至江山→D5682至上海虹桥→D5653至义乌→D5654至上海虹桥 | CRH1B | 杭州   | 2010年10月26日及以后        | 2010年10月26日开行江山-杭州D5692次0.5对，与D5681套跑；同时杭州～衢州D5671次延伸至江山站终到，车次改为D5691次；2011年7月1日江山-杭州D5692次列车延伸至上海虹桥终到；2017年12月起，D5691次列车目前用于衢州至开化的动车组列车（2019年停运）                         |      |
| D5663次列车 | 上海虹桥 | 金华     | 上海虹桥开D5689至衢州→D5690至上海虹桥→D5663至金华→D5664至上海虹桥                | CRH2E | 上海   | 2007年至2010年10月          | 2007年7月1日开行时金华西至上海南D678/665次列车 2009年3月开行上海南至衢州D689/D690次列车 2009年4月1日所有车次在数字前均加5，由D6xx变为D56xx。 |      |
| D5664次列车 | 金华     | 上海虹桥 | 上海虹桥开D5689至衢州→D5690至上海虹桥→D5663至金华→D5664至上海虹桥                | CRH2E | 上海   | 2007年至2010年10月          | 2007年7月1日开行时金华西至上海南D678/665次列车 2009年3月开行上海南至衢州D689/D690次列车 2009年4月1日所有车次在数字前均加5，由D6xx变为D56xx。 |      |
| D5689次列车 | 上海虹桥 | 衢州     | 上海虹桥开D5689至衢州→D5690至上海虹桥→D5663至金华→D5664至上海虹桥                | CRH2E | 上海   | 2010年10月26日起            | D5663/5678次由上海南改为上海虹桥始发终到，车次改为D5663/5664；加开上海虹桥～金华西D5661/D5662次1对，后D5661/5662贯通运行至合肥改为D5678次；D5674延伸至江山始发并改车次为D5682 现D5661/2/3/4车次用于合安动车组列车； D5689/90车次用于CR200J担当的上海南-开化列车 |      |
| D5690次列车 | 衢州     | 上海虹桥 | 上海虹桥开D5689至衢州→D5690至上海虹桥→D5663至金华→D5664至上海虹桥                | CRH2E | 上海   | 2010年10月26日起            | D5663/5678次由上海南改为上海虹桥始发终到，车次改为D5663/5664；加开上海虹桥～金华西D5661/D5662次1对，后D5661/5662贯通运行至合肥改为D5678次；D5674延伸至江山始发并改车次为D5682 现D5661/2/3/4车次用于合安动车组列车； D5689/90车次用于CR200J担当的上海南-开化列车 |      |

### 动力集中型动车组列车
2019年7月10日起，上海南站利用沪昆线、衢九线开行5对CR200J动力集中型动车组列车，分别为上海南往返杭州D5401/5402、D5403/5404次2对，上海南往返义乌D5685/5686次1对，上海南往返开化D5689/5690次1对，上海南往返九江D771/772次1对。2020年10月11日起，新开上海南至庆元D5495次列车，经衢宁线运行；新开上海南往返杭州D5401/5404、D5405/5408、D5407/5410、D5411/5414、D5413/5416、D5417/5402、D5403/5406、D5409/5412、D5415/5418次9对动力集中型列车。2021年4月10日起，上海南至杭州D5401次停运，杭州至上海南D5402、D5404、D5406、D5418以及上海南至杭州D5403、D5413次延伸至诸暨始发终到。2021年10月11日起，沪昆既有线动力集中型动车组列车车次号全部由D字头更换为C字头，包括上海南往返诸暨C403/404、C402次1.5对，上海南往返衢州C405/406次1对，上海南往返开化C411/412、C413/414次2对，上海南往返庆元C481/482、C495/496、C491次2.5对，上海南至杭州区间D5405/D5408、D5409/D5416、D5411/D5414、D5407/D5410、D5415/D5412、D5417次5.5对停运。

## 南昌铁路局开行

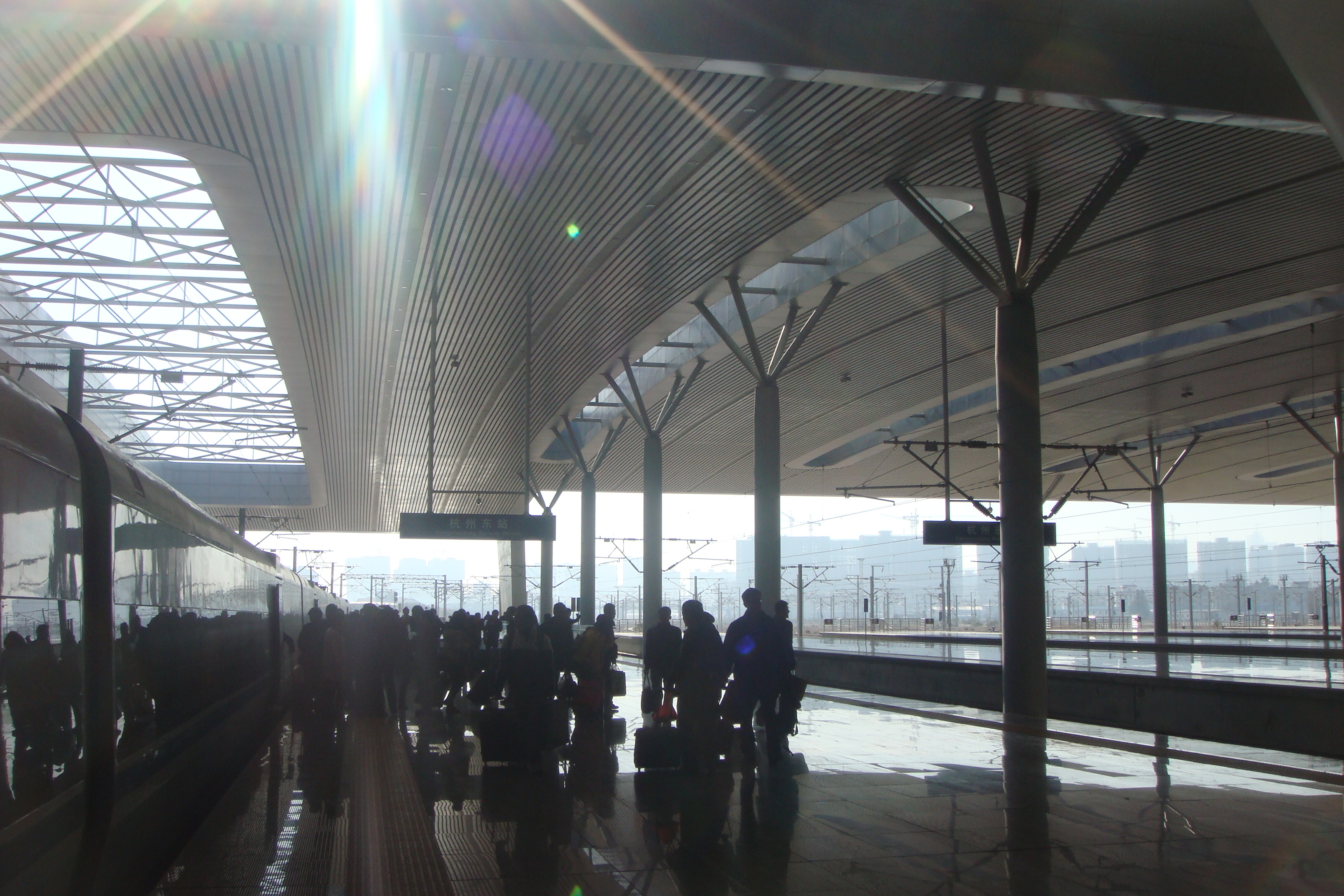
2014年春运期间，南昌铁路局福州南动车运用所的D634次列车停靠在杭州东站普速场

2007年1月，即将在第六次中国铁路大提速中投入使用的CRH2A型动车组运抵南昌车辆段，车辆段专门为其新建设了检修库。动车组列车运达南昌之后，在京九铁路上进行了多次测试。同时，南昌客运段和福州客运段开展了选拔动车乘务员的工作，先在全段范围内公开选拔列车长、列车员，后委托江西省人力资源公司面向社会招补乘务人员。其中既有南昌铁路局三进列车中的优秀乘务员，亦有应届大学毕业生。3月21日，在南昌站的站前广场上树立起了一块倒计时牌，上面标识着“418铁路大提速倒计时”以及“南昌到上海5个小时， 南昌到长沙3个小时，南昌到北京直达11.5小时”等标语，为4月18日中国铁路大提速进行倒计时。4月18日，南昌铁路局动车组列车顺利开行。
南昌铁路局开行的沪昆既有线动车组列车除D6397/6398次外均由重联统型CRH2A担当，单组定员613人，重联时定员1226人。春运时会有配属福州动车所或福州南动车所的CRH1A型进入沪昆铁路加开临时动车组列车。
| 车厢号 | 车厢号 | 1        | 2        | 3        | 4        | 5              | 6        | 7        | 8        |
| 车型   | 车型   | 一等座车 | 二等座车 | 二等座车 | 二等座车 | 二等座車／餐車 | 二等座车 | 二等座车 | 二等座车 |
| 定員   | 定員   | 48       | 90       | 90       | 77       | 63             | 90       | 90       | 65       |

### 南昌-上海虹桥D92/91、D94/93次列车

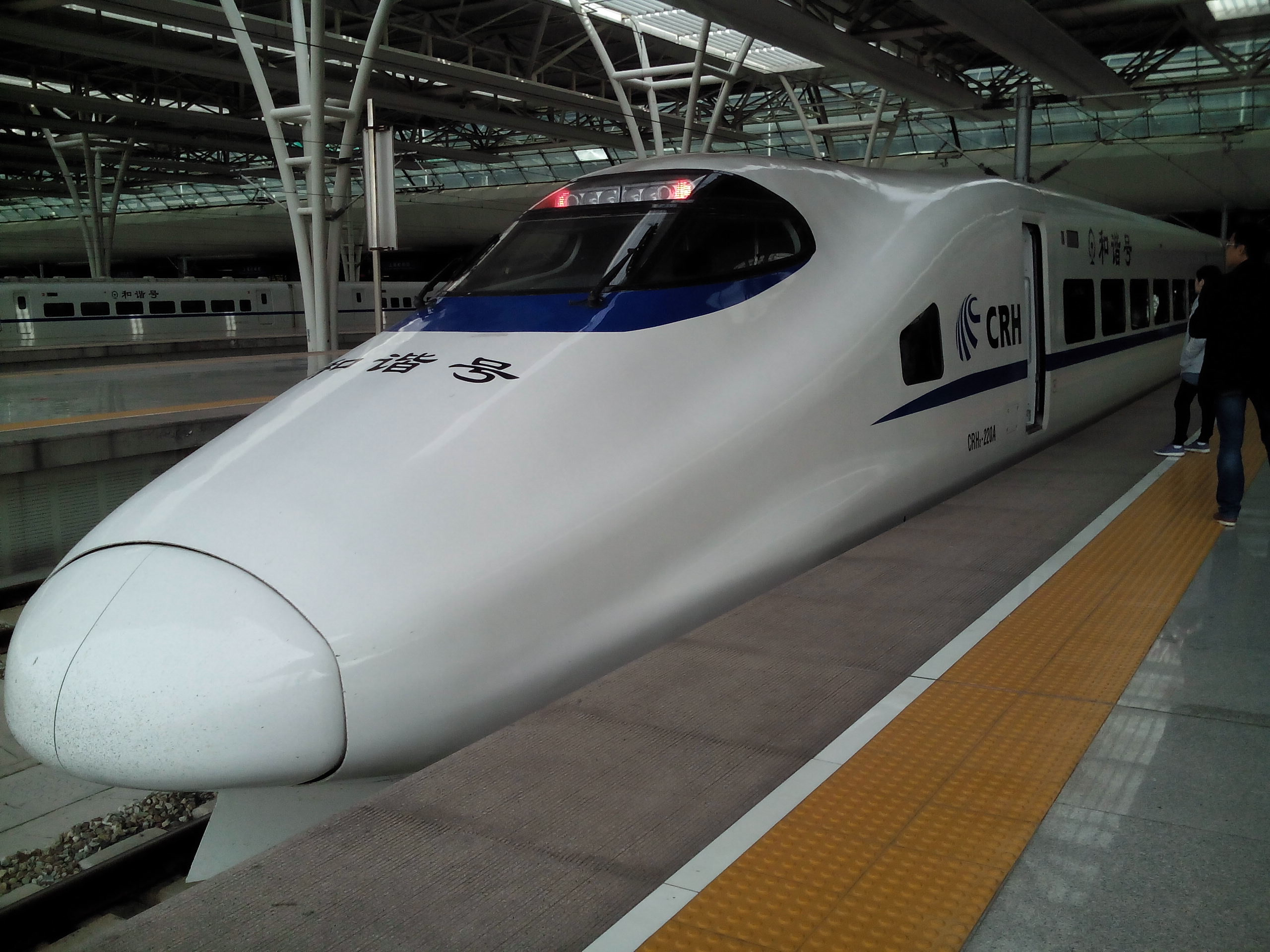
2014年5月，D93次列车在上海虹桥站待发

南昌-上海虹桥D92/91、D94/93次列车沿京九铁路、沪昆铁路和沪昆高速铁路运行，由南昌铁路局南昌客运段担当乘务工作，全程运行809公里。
2007年4月18日，南昌铁路局开行南昌至上海南D92/93次列车，南昌至上海南D92次沿途停靠鹰潭、上饶、金华西、义乌等站，单程运行时间5小时24分；上海南至南昌D93次，中途不停站，全程运行5小时零8分。日后每次调图中，D92/93次列车会增加停靠站。
2010年10月26日，沪杭高铁开通，南昌铁路局加开南昌～上海虹桥D94/D91次1对，经沪昆线、笕桥线、沪杭高铁运行；同时D92/93次列车沪杭区间改由沪昆高铁运行并至改由上海虹桥站到发。2012年7月1日，D91次列车和D93次列车车次和交路互换，因此南昌-上海虹桥的两对动车组列车车次变为D92/91次列车和D94/93次列车，日后维持车次不变直至2014年12月10日停运。

### 南昌-长沙D205/208、D117/116次列车
南昌-长沙D205/208、D117/116次列车沿京九铁路、沪昆铁路和京广铁路运行，于2007年4月18日开行。由南昌铁路局南昌客运段担当乘务工作，全程运行419公里。开通初期由非统CRH2A担当，后改由CRH1A担当，最后由统型CRH2A担当。
D205/208、D207/206次列车原定于2014年9月1日随杭长高铁南昌西-长沙南区间开通而停运，后因长沙南站沪昆场候车室施工延期等因素，该车以及D115/118、D205/208次列车车票继续发售，但预售期仅三天。最终该车于2014年9月16日停运。

### 九江-杭州东-南昌列车

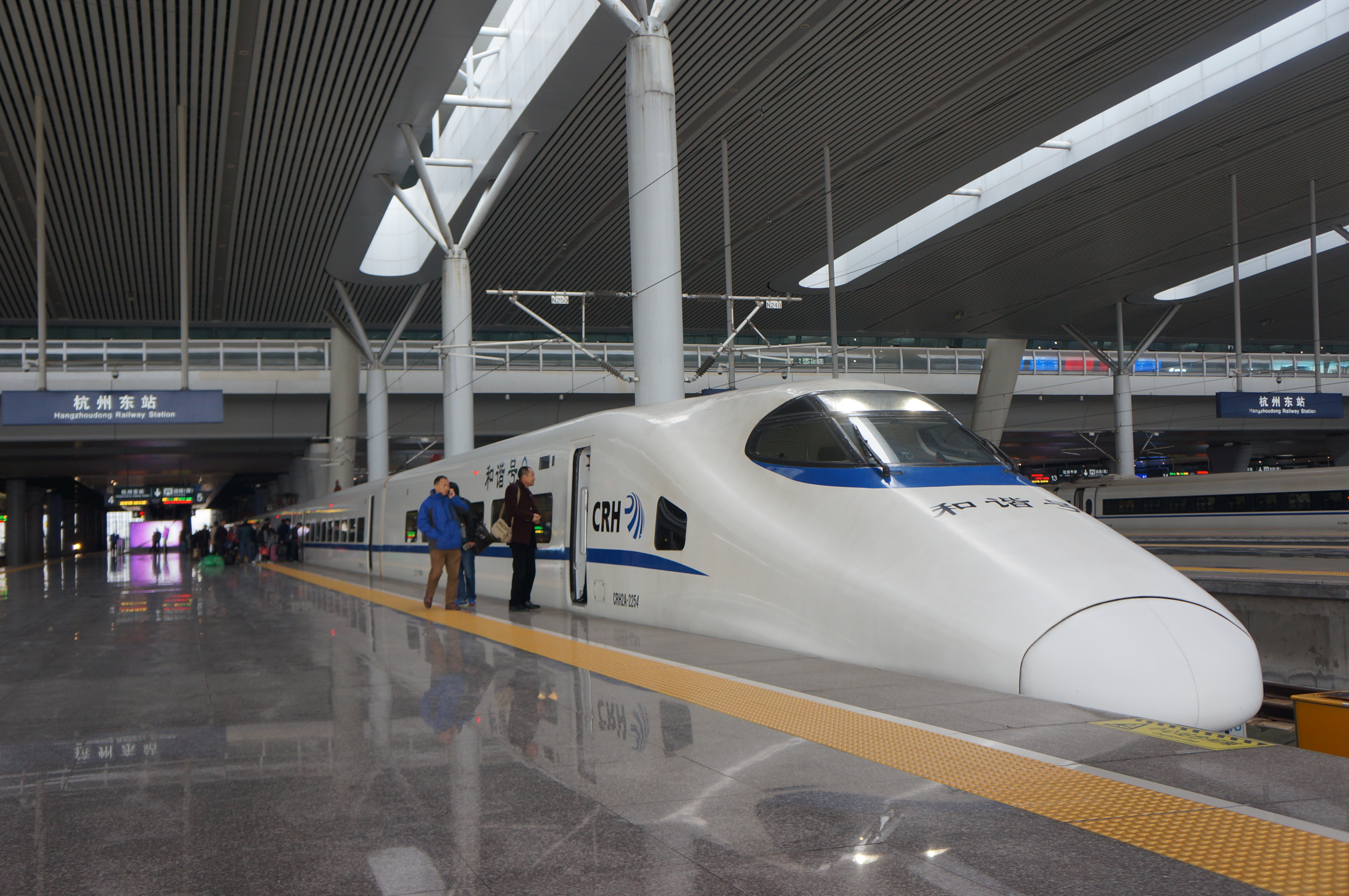
D113/112、D111次的"接班车"D81次列车于杭州东站待发

2007年4月18日，D113/112、D111次列车的前身，南昌到杭州的D96/95次列车开行。南昌铁路局在南昌站举行"铁路第六次大面积提速暨时速200公里动车组首发仪式"，同时联合江南都市报等媒体邀请南昌市各行业的15名群众乘坐。8时05分，D96次列车驶出南昌站二站台，标志着江西省和南昌铁路局历史上第一趟时速200公里的动车组列车正式开行。8月22日，南昌～杭州D96/5次由单组改为重联运行；12月25日起，采用CRH1A型动车组替换原有的CRH2A型，后又换回统型CRH2A担当。
2012年12月21日，D96次列车延伸到九江始发，同时将原车次D96/95次列车更改为D113/112、D111次列车，九江至南昌D6347次停运。2013年7月1日，新杭州东站建成通车，列车改由杭州东站普速场始发终到，不再进入杭州绕行线。之后维持该次不变直至更改运行路线。
2014年12月10日，D113/112、D111次列车停运，同时加开经由杭长高铁、昌九城际铁路运行的九江-杭州东D83/82、D81/84次列车，但停靠杭州东站的宁杭甬场，这班车通常被视为D113/112、D111次列车的后继列车，而且从2014年12月至2016年1月期间曾是杭长高铁上唯一一班D字头列车。该车于2017年9月21日起停运。

## 图片
- 使用CRH1B担当的D5663次列车在上海虹桥站待发
- D94次列车停靠杭州东站
- D98次列车停靠杭州东站
- D5678次列车停靠杭州站，对面站台停靠的是G44次列车